# Bernat Guerau
Bernat Guerau (també Berenguer Gerald) (segle XIII) fou abat de Sant Quirze de Colera entre 1223 i el 1242. El març de 1223 signà una concòrdia amb Joan Mullís, senyor de Vilamaniscle, per la qual l'abat era qui regia la vall de Colera, pacte que fou aprovat pel comte d'Empúries. També fou aquest abat qui comprà a Ramon d'Empúries el terme i la vila de Rabós amb la jurisdicció civil, cosa que li permeté establir castell en aquest lloc, per 4280 sous melgaronesos. El 1765 el duc de Medinaceli, successor del comte d'Empúries, reclamava el lloc de Rabós, per la qual cosa, l'abadia de Sant Pere de Besalú, que era qui retenia la de Sant Quirze, va haver de demostrar la seva legítima possessió.